# The Trouble Buster (film 1917)
The Trouble Buster è un film muto del 1917 diretto da Frank Reicher. Prodotto dalla Pallas Pictures e distribuito dalla Paramount, aveva come interpreti Vivian Martin, James Neill, Paul Willis, Charles West, Louise Harris, Mary Mersch, Vera Lewis.

## Trama
Arrivata negli Stati Uniti con il padre, un immigrato rumeno, Michelna resta sola quando, poco tempo dopo, suo padre muore. La ragazza fa amicizia con Blackie Moyle, anche lui orfano, che le offre ospitalità nella sua casa, un grande loft abbandonato, dove lui le insegna il suo mestiere, quello di strillone. Michelna si taglia i capelli, si veste da ragazzo e si fa chiamare Mike. Il suo amico, però, resta ferito agli occhi, perdendo la vista, quando la protegge contro l'aggressione di un ladro. Michelna, diventata ora Mike, si trova a essere costretta a provvedere lei per tutti e due. Un giorno ha l'idea di portare a una mostra d'arte due statuine di argilla che lei e Blackie avevano scolpito tempo prima. La sua trova subito un compratore ma lei non dice che l'ha fatta lei, dichiarando invece che è stata creata da Blackie. Il ragazzo, considerato un grande artista, diventa così popolare come scultore che ci si preoccupa di curarlo della sua cecità. Gli viene pagato un viaggio a Parigi, dove potrà essere operato. Quando guarisce, vedendo la statua, capisce che la vera artista è Michelna e decide di tornare in America per mettere le cose a posto. Quando la ritrova, lei vuole sapere il perché del suo ritorno e lui le risponde: "per amore di Mike".

## Produzione
Il film fu prodotto dalla Pallas Pictures con i titoli di lavorazione The Dogy e Love O' Mike. Tom Forman scrisse il soggetto originale che poi fu rivisto e riscritto da Gardner Hunting.

## Distribuzione
Il copyright del film, richiesto dalla J. C. Ivers, fu registrato il 19 settembre 1917 con il numero LP11423.
Distribuito dalla Paramount Pictures il film uscì nelle sale cinematografiche statunitensi l'8 ottobre 1917.
Non si conoscono copie ancora esistenti della pellicola che viene considerata presumibilmente perduta.